# Untergruppenbach
Untergruppenbach är en kommun och ort i Landkreis Heilbronn i regionen Heilbronn-Franken i Regierungsbezirk Stuttgart i förbundslandet Baden-Württemberg i Tyskland.
Kommunen ingår i kommunalförbundet Schozach-Bottwartal tillsammans med staden Beilstein och kommunerna Abstatt och Ilsfeld.